# Mollet de Peralada
Mollet de Peralada là một đô thị trong ‘‘comarca’’ Alt Empordà, Girona, Catalonia, Tây Ban Nha.